# Politica hermetica
L'association Politica hermetica est un groupe d'études spécialisée en histoire des idées. Elle est fondée en 1985 par Victor Nguyen (historien de l'Action française), Jean-Pierre Laurant, Jean-Pierre Brach (historiens de l'ésotérisme), Jean Saunier, Étienne Kling et Francis Bertin.
L'association est actuellement présidée par Jean-Pierre Laurant et Jean-Pierre Brach (EPHE). Jérôme Rousse-Lacordaire est désigné comme responsable des publications.

## Activités
Depuis sa création, elle organise chaque année des colloques à Paris qui sont consacrés à comprendre les rapports existant entre l'ésotérisme et la politique.
Elle en publie chaque année des actes dans lesquels sont retranscrites les conférences et y fait figurer des études et des comptes rendus d'ouvrages. Depuis que la revue ARIES a cessé de publier, elle est une des rares publication francophone à traiter d'histoire de l'ésotérisme et, par extension, de ses liens avec la politique. Les articles sont rédigés par des spécialistes du domaine, accompagnés de comptes rendus de lecture, d’entretiens et parfois de documents d’archives.  

## Contributeurs (liste non-exhaustive)
| - Xavier Accart - Luc-Olivier d’Algange - Philippe Baillet - Alain de Benoist - Francis Bertin - Jean-Yves Camus - André Combes - André Coyné - Alexandre Douguine - Antoine Faivre - Stéphane François - Nicholas Goodrick-Clarke - Hans Thomas Hakl | - Massimo Introvigne - Michel Maffesoli - Jean-François Mayer - Pierre Mollier - Léon Poliakov - Emile Poulat - Jean-Bruno Renard - Bernardo Schiavetta - Paul Sérant - Pierre-André Taguieff - Auguste Viatte - Thierry Zarcone - Emmanuel Kreis |

## Titres des numéros
Les ouvrages sont d'abord édités aux éditions L'Âge d'Homme puis chez L'Harmattan.
- 1987, no 1 : Métaphysique et politique, Guénon et Evola (lire en ligne  [PDF])
- 1988, no 2 : Doctrine de la race et tradition (lire en ligne  [PDF])
- 1989, no 3 : Gnostiques et mystiques autour de la Révolution française (lire en ligne  [PDF])
- 1990, no 4 : Maçonnerie et antimaçonnisme : de l'énigme à la dénonciation (présentation en ligne)
- 1991, no 5 : Secret, initiations et sociétés modernes (lire en ligne)
- 1992, no 6 : Le complot (lire en ligne)
- 1993, no 7 : Les postérités de la théosophie : du Théosophisme au New Age (lire en ligne)
- 1994, no 8 : Prophétisme et politique (lire en ligne)
- 1995, no 9 : Ésotérisme et socialisme
- 1996, no 10 : L’histoire cachée, entre histoire révélée et histoire critique
- 1997, no 11 : Pouvoir du symbole
- 1998, no 12 : Les contrées secrètes
- 1999, no 13 : Les langues secrètes
- 2000, no 14 : Le souverain caché
- 2001, no 15 : Deus ex machina
- 2002, no 16 : René Guénon, lectures et enjeux
- 2003, no 17 : Astrologie et pouvoir
- 2004, no 18 : Ésotérisme et guérison
- 2005, no 19 : Melchisédech
- 2006, no 20 : L’ésotérisme au féminin
- 2007, no 21 : Groupes et sociétés initiatiques entre ésotérisme et politique du XVIIIe au XXe siècle
- 2008, no 22 : Images et représentations du centre
- 2009, no 23 : L’ésotérisme à l’ère du soupçon. Les méfiances institutionnelles
- 2010, no 24 : La Franc-maçonnerie et les Stuarts au XVIIIe siècle. Stratégies politiques. Réseaux entre mythes et réalités
- 2011, no 25 : Ésotérisme et Romantisme
- 2012, no 26 : L’Occident vu d’ailleurs. Acculturation de l’ésotérisme hors d’Europe
- 2013, no 27 : Ésotérisme et écologie
- 2014, no 28 : Les coulisses de l’histoire. Occultisme, fiction, réalités
- 2015, no 29 : Cinéma, ésotérisme et politique
- 2016, no 30 : La réception de l’islam et du soufisme dans l’ésotérisme occidental
- 2017, no 31 : Ésotérisme et révolutions
- 2018, no 32 : Franc-maçonnerie, ésotérisme et politique: 300 ans d’histoire
- 2019, no 33 : Géopolitique et ésotérisme
- 2020, no 34 : Stratégies éditoriales et ésotérismes
- 2021, no 35 : Nourriture céleste. Alimentations, connaissances et ésotérisme
- 2022, no 36 : Art, ésotérisme et politique
- 2023, no 37 : Ésotérisme et action politique
- 2024, no 38 : Ésotérisme, littérature et politique